# أوليفر ماكول
أوليفر ماكول (بالإنجليزية: Oliver McCall)‏ مواليد 21 أبريل 1965 في شيكاغو، هو ملاكم أمريكي يصنف ضمن فئة الوزن الثقيل.

## إحصائيات
خاض خلال مسيرته 76 نزالا، فاز في 60 وخسر في 14. فاز بالضربة القاضية في 39 نزالا.

## روابط خارجية
- أوليفر ماكول على موقع بوكس ريك (الإنجليزية) (registration required)